# 兰州新星足球俱乐部
兰州新星足球俱乐部是一支已经解散的中国足球俱乐部。俱乐部建于2001年，2005年被天津未来之星足球俱乐部收购。球队曾参加2003年中國足球乙級聯賽、2004年中國足球乙級聯賽。

## 历史
2001年10月，兰州新星机械化工程公司意外获得甘肃知名企业杯足球比赛冠军。公司总经理瞿总业酷爱足球，这次夺冠让他突然萌生了投资职业足球的念头。2001年12月26日，兰州新星足球俱乐部完成注册。2001年11月，俱乐部选址兰州崔家崖的一处荒沟，人工推山填沟。2002年9月，俱乐部已建成80亩地的训练基地、五层楼的运动员公寓、一块标准足球场。2002年6月，俱乐部开始组建队伍。2002年7月19日，俱乐部任命北京人杨朝晖为主教练。不到两个月，杨朝晖升任俱乐部总教练、主教练及副总经理。杨朝晖升职后，与总经理赵斌渐渐发生矛盾。10月23日，俱乐部宣布解雇杨朝晖，助理教练郑树德接任。此事惹怒了队中杨朝晖的嫡系，队中试训的十多位北京籍球员打砸基地设施，随后暴打郑树德。郑树德后来被送往医院。杨朝晖后来表示，俱乐部的硬件设施实在太差，球员打人也不应该。
2003年中國足球乙級聯賽，俱乐部顺利通过中西区预赛，复赛排在南区第六。2004年中國足球乙級聯賽，球队排在北区第六。俱乐部的商业开发并不成功，没有企业愿意出资冠名，政府也没有多少扶持政策。三年间，俱乐部的投资已经超过千万元人民币，却几乎没有任何收入。俱乐部处境窘迫，拖欠了球员工资，连训练费都付不起。2004年，俱乐部老板瞿总业最终决定退出足坛。甘肃天马老总张德庆无偿收购了球队，不过球队仍然以“兰州新星”之名打完了该年的比赛。2005年1月，中国足协同意兰州新星将球员转让给天津未来之星足球俱乐部，兰州新星俱乐部不复存在。
俱乐部建队时的目标之一是挖掘和培养本土球员。但是，实际上兰州新星队中的甘肃本地球员寥寥无几，仅有的几人也罕有上场机会。